# 蔡尚思
蔡尚思（1905年11月10日—2008年5月20日），号中睿，笔名郭生，男，福建德化人，中国思想史学家，复旦大学教授、原副校长。